# Mridanga
Para el tambor del sur de la India hecho de madera, véase mridangam

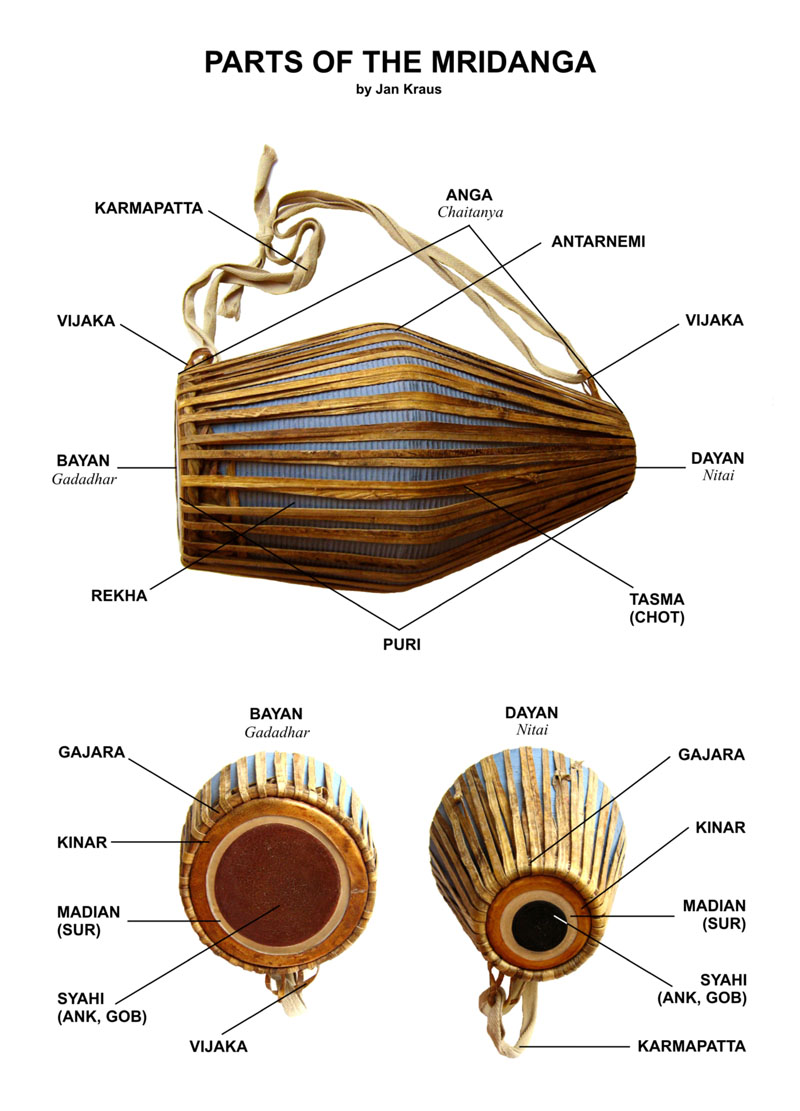
Partes de la mridanga.

El mridanga (AITS: mṛdaṃga; escritura devanagari: मृदंग; pronunciación: /mridánga/) o khol es un tambor de terracota o de plástico, de dos parches, que se utiliza en el norte y este de India como acompañamiento de música religiosa hinduista.
Algunos hispanohablantes lo nombran en femenino debido a la terminación masculina sánscrita a, habitualmente usada para indicar el femenino en español.
El término posiblemente proviene de mridam-ga, que significa ‘golpeado-va’ (golpeado mientras se camina), indicando su carácter portátil. Es más popular la etimología mrida: ‘barro o tierra’ y anga: ‘cuerpo’.

## Datación
Se desconoce su lugar de origen.
Es nombrado como instrumento de percusión en el texto épico Majábharata (siglo III a. C.).
Se conoce en toda la India desde los últimos siglos del I milenio a. C.
También aparece en los Puranas, como el Bhágavat-purana (siglo XI d. C.).
Desde hace varios siglos es un instrumento musical muy importante en el estado indio de Bengala Occidental.

## Utilización
Se usa en música folclórica, semiclásica y principalmente como acompañamiento de música bhakti (devoción dedicada al dios Krisná).
En los grupos religiosos ISKCON (movimiento Hare Krisna) y krisnaísmo bengalí (gaudía vaisnava), la mridanga es uno de los dos instrumentos principales (junto con los címbalos kártalos) para interpretar la música religiosa kirtan (canto fuerte) y bhayan (canto suave).
El tambor se toca con las palmas y dedos de ambas manos.

## Construcción
Uno de los parches de la mridanga es más pequeño que el otro. Están hechos de tres capas de piel de vaca o cabra. El parche más pequeño se llama daian, y el más grande baian. La zona central de cada parche tiene una pasta de afinación hecha de polvo de arroz, pegamento y óxido de hierro. 
Desde los años setenta, algunos miembros del movimiento Hare Krishna comenzaron a construir mridangas de resina plástica, marca Balaram. Los parches son de plástico y la pasta de afinación se ha reemplazado por un parche central de goma.

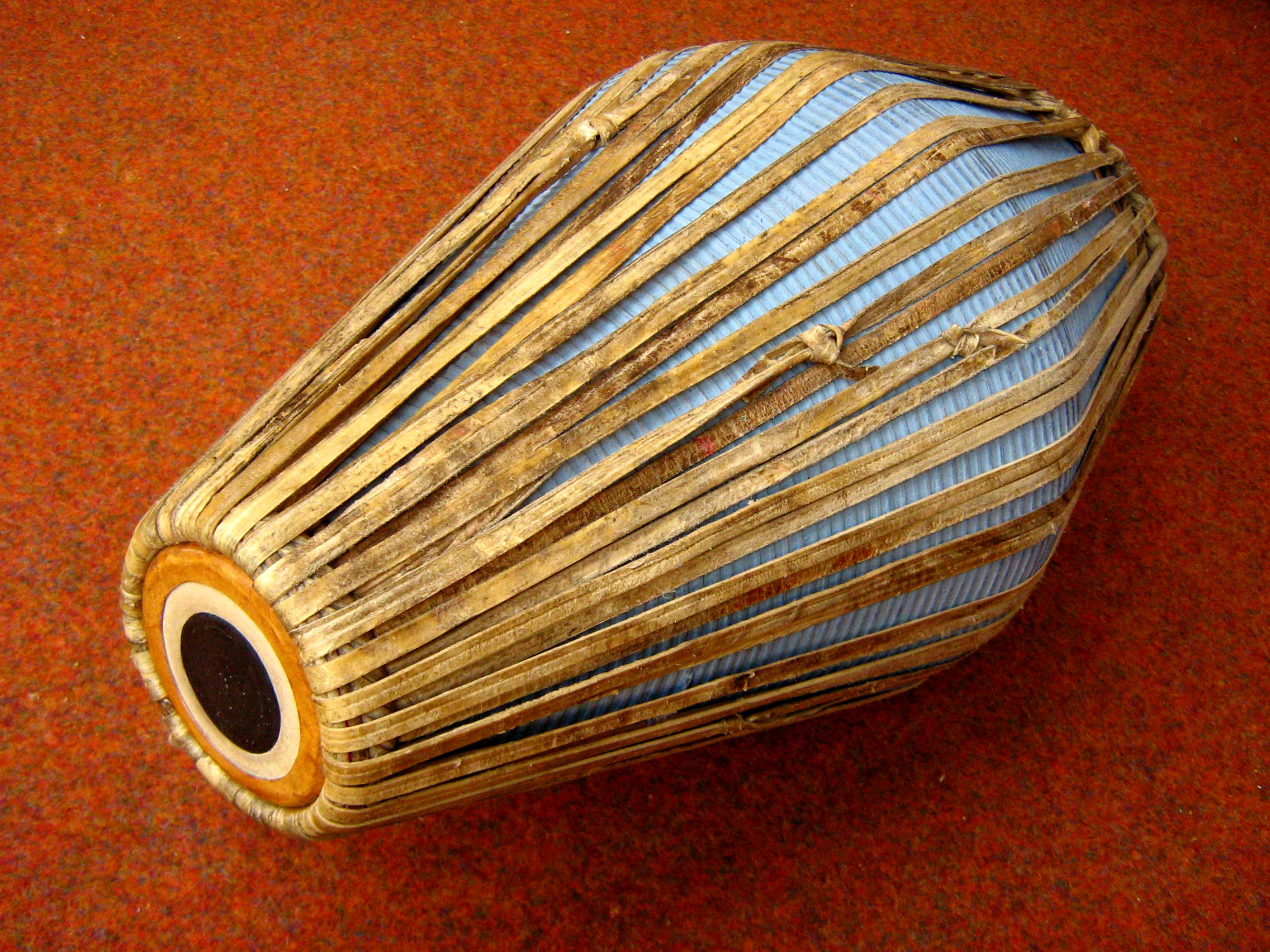
El parche daian de la mridanga.
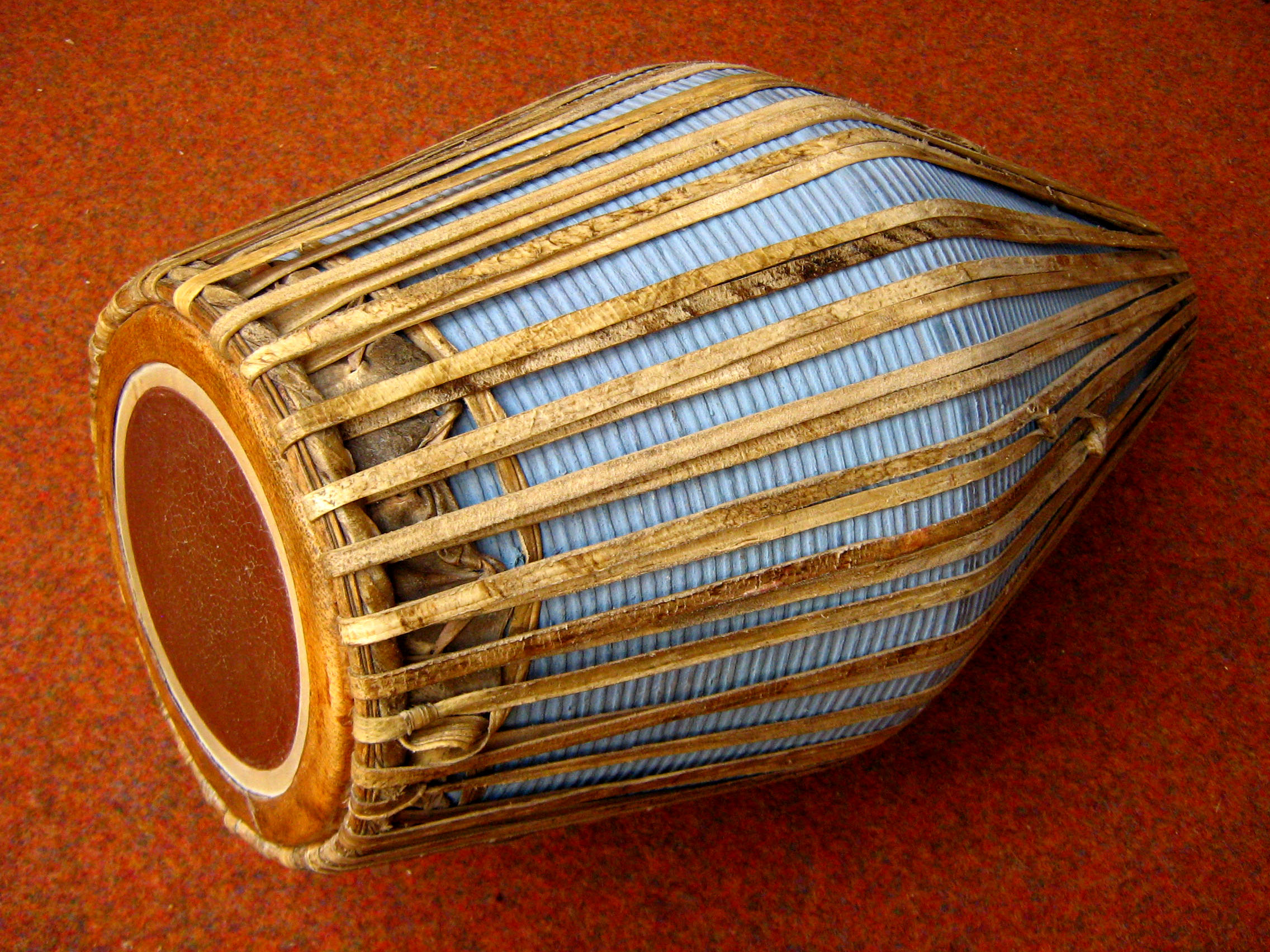
Parche baian.
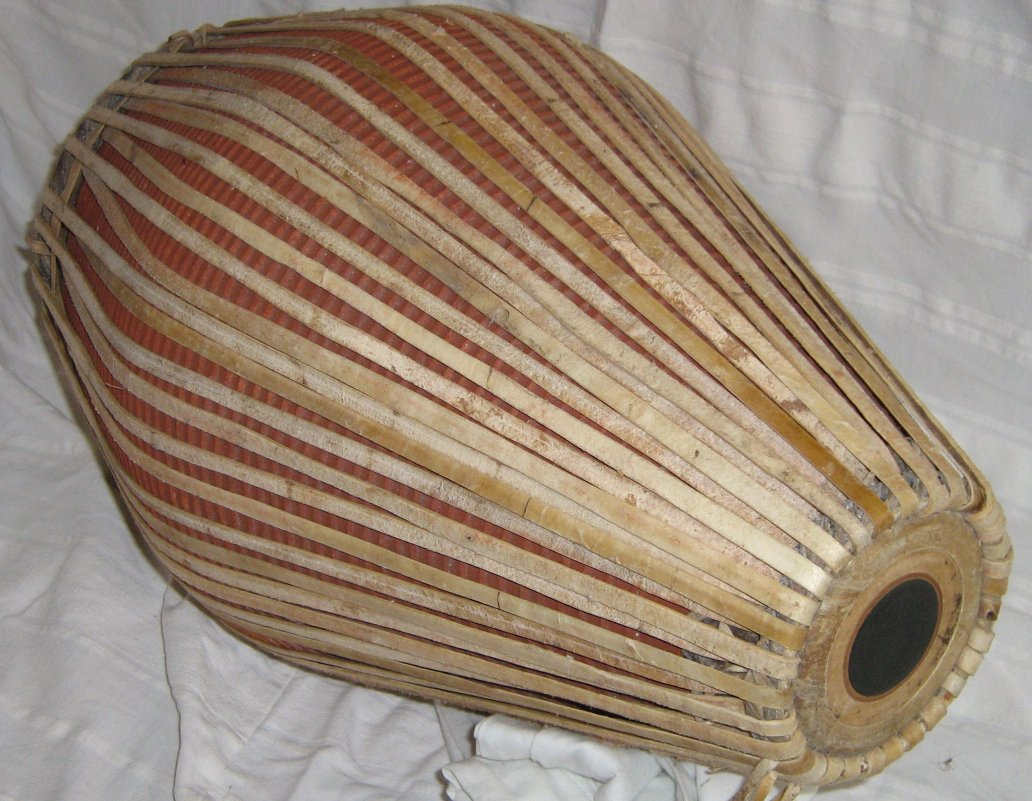
Una mridanga vista desde el lado del parche agudo (treble, en inglés).